# Abtar
Abtar (em persa: ابطر, também romanizada como Ābṭar) é uma aldeia do distrito rural de Noabad, no condado de Abadan, na província de Khuzistão, Irã.
Segundo o censo de 2006, sua população era de 39 habitantes, em 8 famílias.